# Ellá Márge Nutti
Ellá Márge Nutti, född 17 maj 2009, är en samisk och svensk röstskådespelare och skådespelare.
Ellá Márge Nutti är en utbildad röstskådespelare som i huvudsak gjort röster till de samiska versionerna av filmer på andra språk. Hon har bland annat lånat ut sin röst till Anna i den samiska versionen av Frost 2. Hon har även medverkat i den animerade filmen Wolfwalkers (samiska: Gumpehámis) där hon spelat rösten till en huvudkaraktärerna, vargflickan Mebh. I december 2024 spelade hon en av huvudrollerna, som den äldre systern Ristin, i 2024 års julkalender på SVT.

## Filmografi (i urval)
- 2019 – Frost 2 Anna, i den samiska versionen
- 2020 – Charter
- 2024 – Snödrömmar (TV-serie)